# Günter Oswald
Günter Oswald (Landshut, 1º luglio 1969) è un ex hockeista su ghiaccio tedesco.

## Palmarès
- Campionato tedesco: 1

Krefeld: 2002-2003